# Campo di concentramento di Herzogenbusch

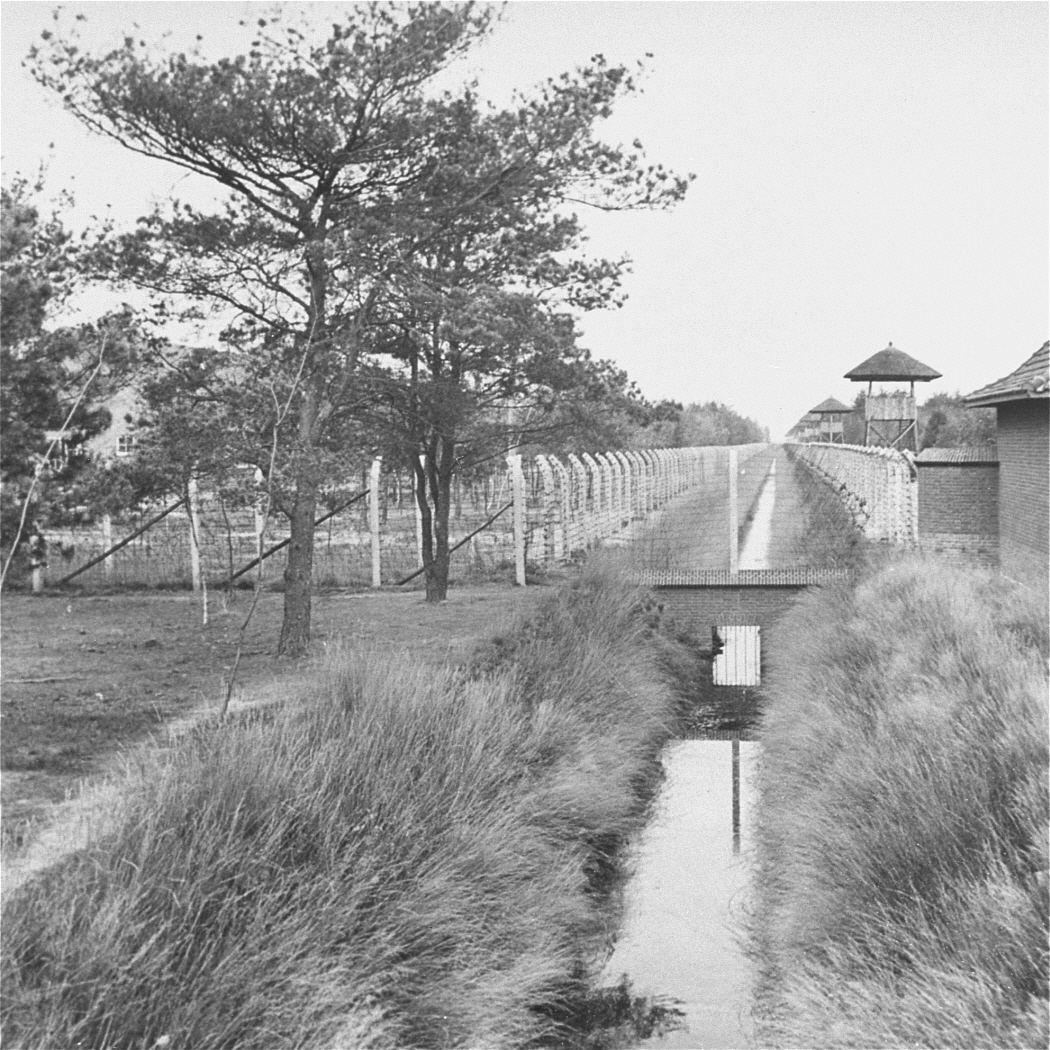
La recinzione di Kamp Vught. A questo campo di concentramento è dedicato un diario, intitolato appunto Kamp Vught, pubblicato nei Paesi Bassi nel marzo 2007 a firma di Helga Deen

Il campo di concentramento di Herzogenbusch (in tedesco Konzentrationslager Herzogenbusch) è stato un campo di concentramento nazista istituito nei Paesi Bassi durante la seconda guerra mondiale alla periferia della città di 's-Hertogenbosch ed è conosciuto anche con il nome in lingua olandese Kamp Vught, dal nome della cittadina di Vught, presso cui sorgeva.
Questo lager è stato uno dei pochi campi di concentramento insediati ufficialmente dal regime del Terzo Reich in paesi dell'Europa occidentale esterni alla Germania. Assieme al campo di concentramento di Amersfoort e al campo di concentramento di Westerbork è stato uno dei tre campi usati per concentrare la popolazione ebraica presente sul territorio olandese, per poi deportarla nei campi di sterminio della Polonia.

## Storia

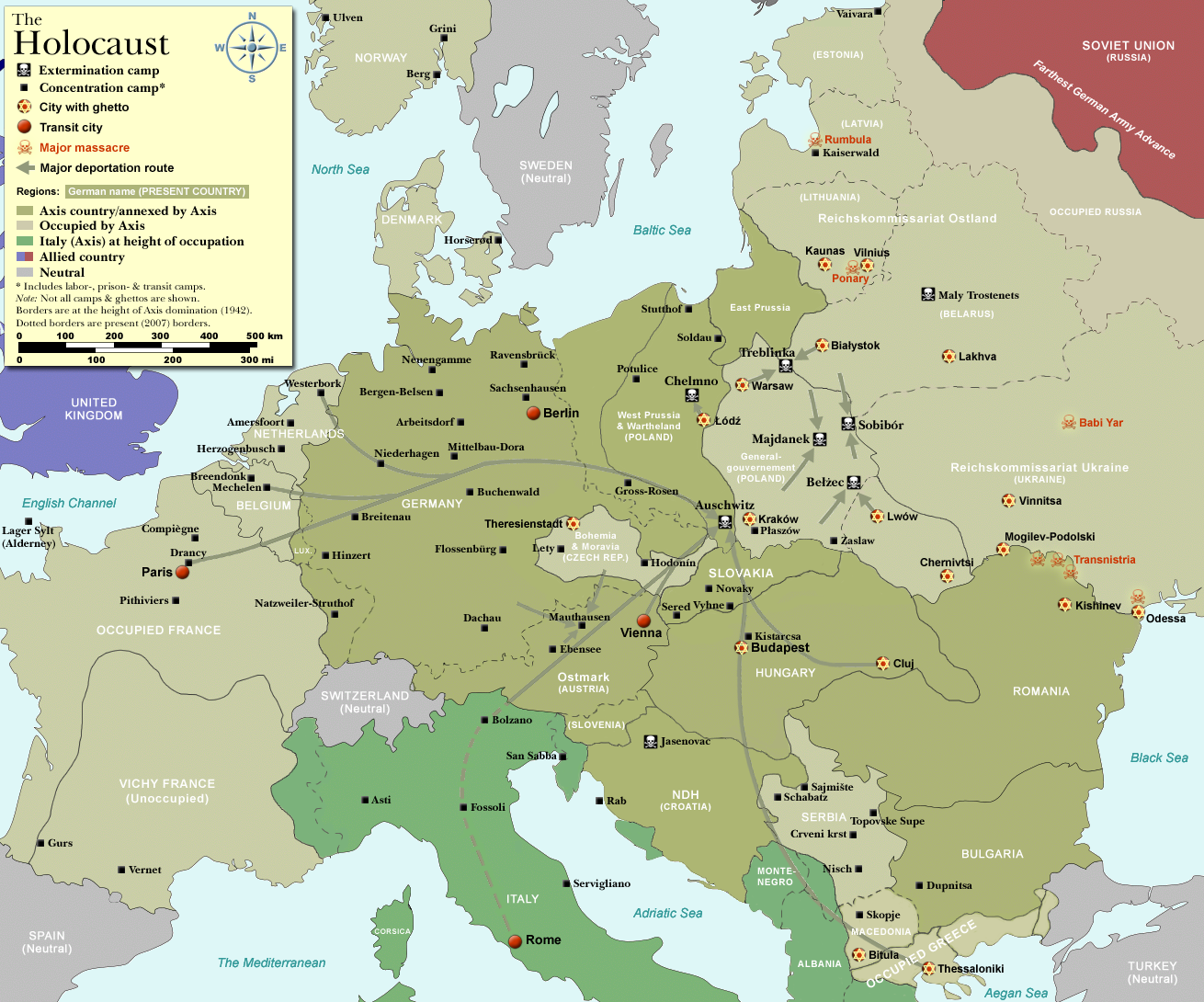
La rete dei campi di concentramento e transito nazisti

Nei paesi occupati dell'Europa occidentale (Francia, Belgio, Olanda, e quindi dopo l'8 settembre 1943 anche l'Italia) la decisione fu di non creare ghetti o campi di sterminio e di evitare il più possibile atti aperti di violenza antiebraica. L'antisemitismo era minore, e si aveva timore di esacerbare un'opinione pubblica già in larga parte ostile. Si istituirono così appositi campi di internamento o di transito lontani dai centri abitati dove la popolazione ebraica potesse essere raccolta prima di essere trasferita nei campi di concentramento o sterminio della Polonia. Al Campo di concentramento di Herzogenbusch nei Paesi Bassi viene così assegnata la stessa funzione svolta in Francia dal campo di internamento di Drancy, in Belgio dal campo di transito di Malines, e in Italia dal campo di Fossoli. Herzogenbusch, assieme a Westerbork e Amersfoort, diviene uno dei terminali degli arresti e rastrellamenti di ebrei condotti su tutto il territorio olandese e punto di partenza per le deportazioni.

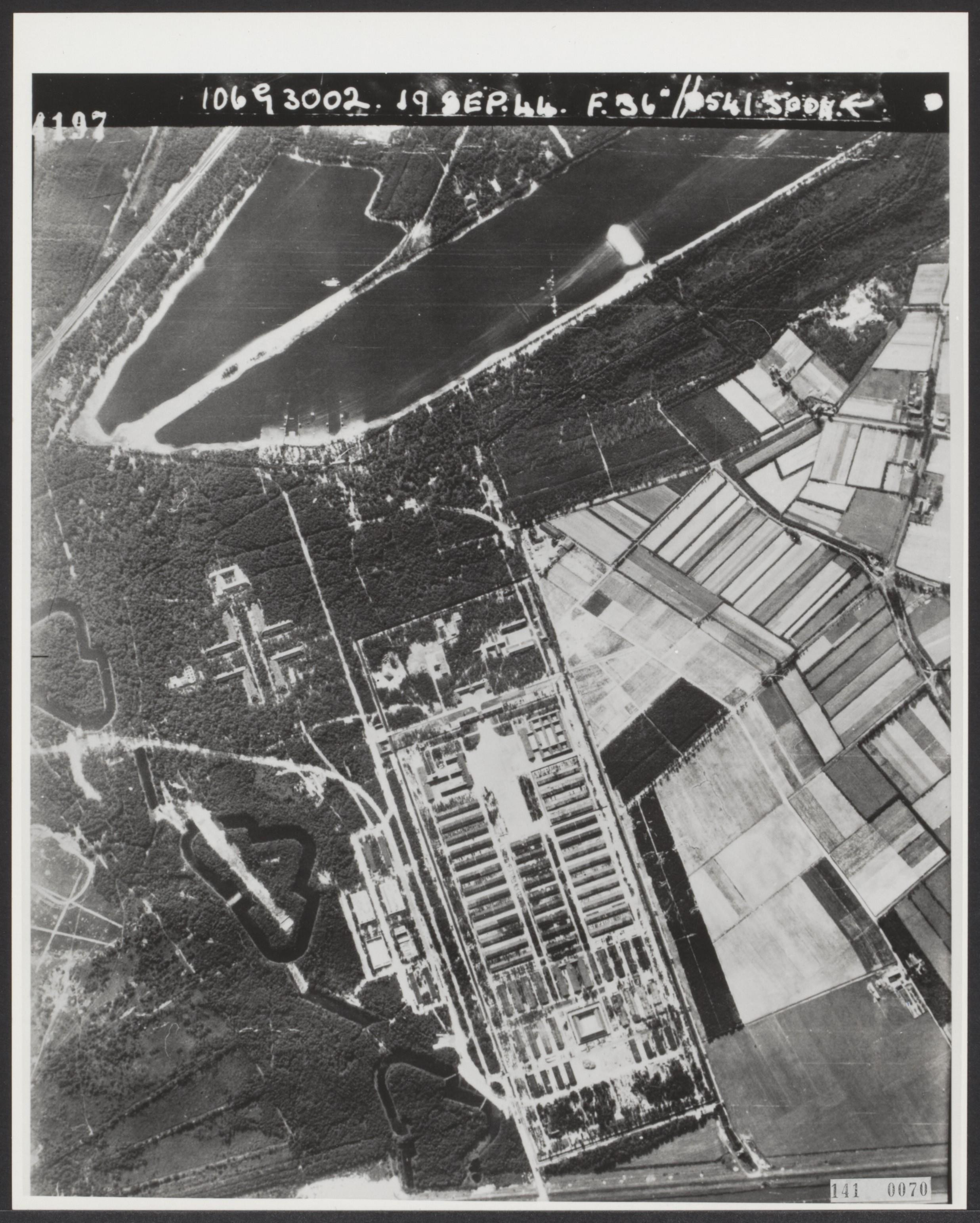
Visione aerea del campo nel 1944

Il campo di Herzogenbusch rimase in funzione dal gennaio 1943 al settembre 1944. In questo lasso di tempo vi furono internate circa trentunmila persone: ebrei, prigionieri politici, combattenti della Resistenza, zingari, testimoni di Geova, omosessuali, senzacasa, contrabbandieri, criminali comuni ed ostaggi.
Almeno 749 prigionieri - fra bambini, donne, uomini - vi persero la vita, per malattia, fame, maltrattamenti o uccisioni sommarie. Di costoro, 329 (per la maggior parte membri della resistenza olandese) furono uccisi in un luogo predisposto per le esecuzioni capitali nelle immediate vicinanze del campo.
Il campo di concentramento di Herzogenbusch aveva essenzialmente la funzione di campo di detenzione temporanea e di transito, non di sterminio. I prigionieri politici, che non erano stati condannati a morte, vi trascorrevano solo un periodo limitato prima di essere liberati oppure trasferiti nei campi di concentramento di Dachau o Natzweiler. I circa 12.000 ebrei che passarono per il campo furono invece tutti deportati a varie riprese verso i campi di sterminio di Sobibór e Auschwitz; solo pochi di essi sopravviveranno allo sterminio. Tra i prigionieri ebrei molti furono i bambini; nel giugno 1943 un trasporto di 1269 bambini lasciò il campo con destinazione Sobibór, dove furono tutti uccisi al loro arrivo.
Il campo fu per la maggior parte evacuato prima dell'arrivo degli Alleati: entro i primi di settembre 1944 le donne furono trasferite a Ravensbrück e gli uomini a Sachsenhausen.
Quando i soldati della Quarta divisione corazzata canadese e della 96ª Batteria anticarro della Quinta divisione liberarono il campo il 27 ottobre 1944, vi trovarono solo circa 500-600 prigionieri ancora in vita, anche se in pessime condizioni, ed i corpi di circa 500 altri prigionieri uccisi dalle SS la mattina stessa.
Il campo fu riutilizzato inizialmente fino al maggio 1945 come campo di internamento per profughi tedeschi e quindi fino al 1949 per la detenzione di tedeschi, SS olandesi, persone sospettate di collaborazionismo con i loro figli, e criminali di guerra. Inizialmente la struttura era stata affidata ai soldati alleati ma subito poco passò sotto il controllo diretto degli olandesi. Secondo una commissione parlamentare d'inchiesta i cui lavori sono stati divulgati nel 1950 in questa fase sarebbero stati compiuti maltrattamenti e addirittura alcune esecuzioni sommarie a danno dei reclusi.

## Comandanti
- Karl Chmielewski - Trentanovenne, è stato il primo comandante. Accusato nel 1943 di furti all'interno del campo, è stato condannato all'ergastolo nel 1961.
- Adam Grünewald - È stato il secondo comandante. Quarantenne, ordinò la reclusione punitiva di un gruppo di settantaquattro prigioniere all'interno di una sola cella, la n. 115, dotata di scarsa ventilazione. Dopo quattordici ore, la mattina di una domenica, le porte vennero aperte e dieci delle recluse morirono prima che il giorno finisse. L'episodio è ricordato storicamente come Il bunker della tragedia e costò la degradazione del comandante Grünewald da parte di un giudice delle SS e l'invio sul fronte russo come soldato semplice. Morì in battaglia nel 1945.
- Hans Hüttig - L'ultimo comandante di Herzogenbusch aveva cinquant'anni quando assunse il comando della struttura. Combattente della prima guerra mondiale, aveva aderito al partito nazista nel 1933.

## La memoria. Monumento nazionale

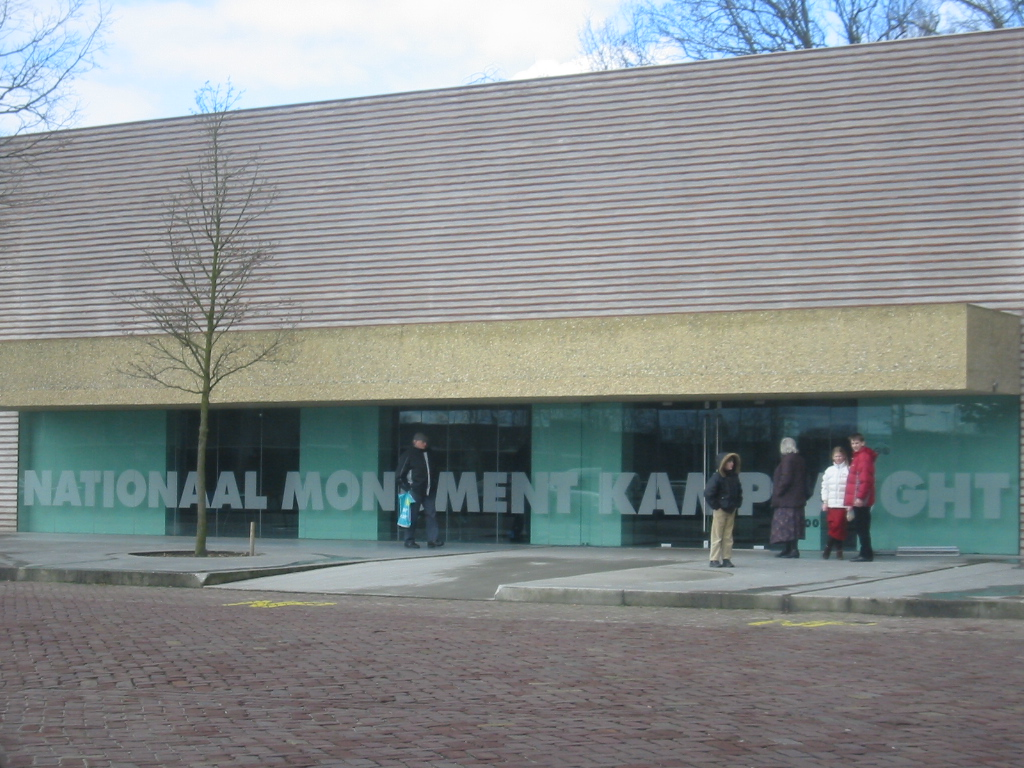
L'ingresso del National Monument Kamp Vught

Tre diari di persone che furono detenute nel campo sono stati ritrovati e pubblicati nel dopoguerra. Nessuno dei loro autori, David Koker, Klaartje de Zwarte-Walvisch e Helga Deen, è sopravvissuto all'Olocausto.
Il luogo del campo in cui si procedeva alle esecuzioni capitali è diventato oggi monumento nazionale. Un muro riporta i nomi di coloro che vi persero la vita. Il monumento è stato oltraggiato da numerosi atti di vandalismo, in particolare con l'incisione sulla pietra di indelebili segni riproducenti la svastica.
Il campo stesso - all'interno del quale operò anche un kommando di lavoratori della Philips di Eindhoven - è stato parzialmente demolito alla fine della guerra. Il piano terra ospita ora un museo (il National Monument Kamp Vught, inaugurato dalla regina Beatrice di Olanda nell'aprile 1990), una base militare, un punto di raccolta di rifugiati dalle Molucche ed una prigione di massima sicurezza chiamata Nieuw Vossenveld. Una lapide ricorda in particolare i 1269 bambini del campo uccisi a Sobibór.
Parti della vecchia struttura sono ancora esistenti: il bunker della tragedia è immutato rispetto agli anni 1940 così come immutata rimane larga parte degli edifici della parte meridionale del campo, ora utilizzata dalle forze militari olandesi. Tali edifici includono le baracche che furono abitate dalle SS.
Una sezione del Museo Storico di Vught è dedicata ad una mostra permanente sulle vicende del campo di concentramento di Herzogenbusch.

## Galleria d'immagini

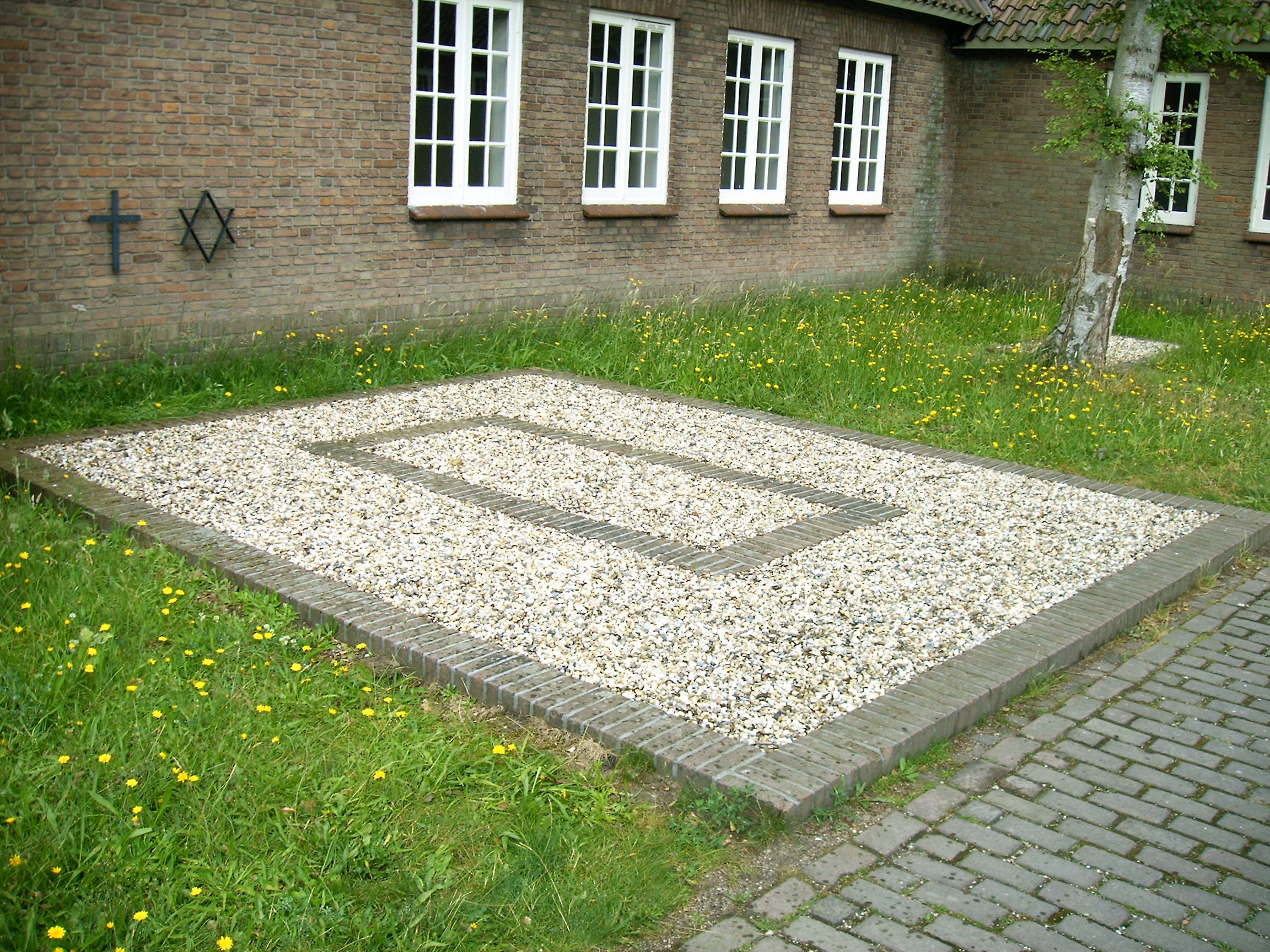
Fossa per le ceneri nei pressi del crematorio
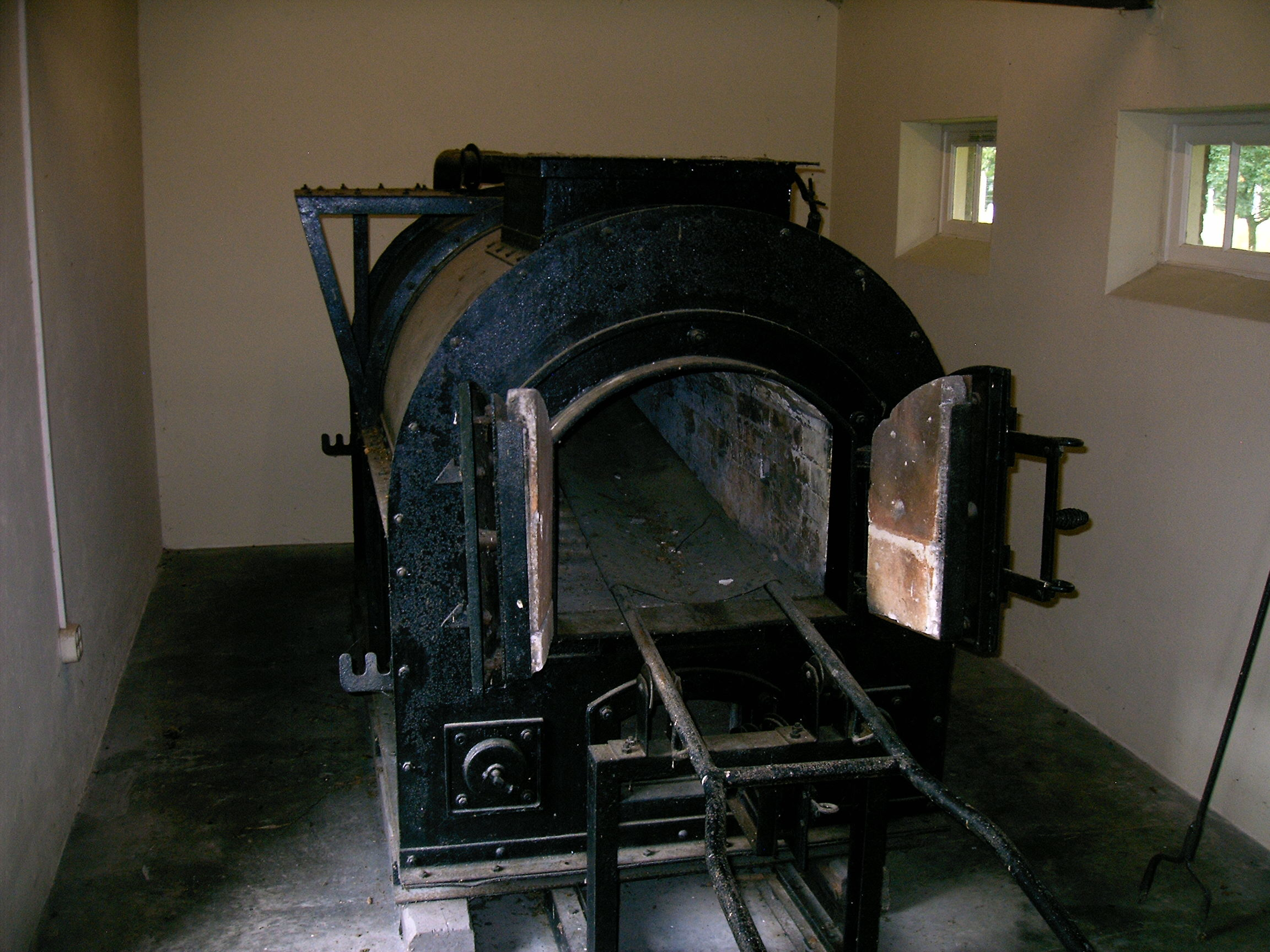
Crematorio "mobile"
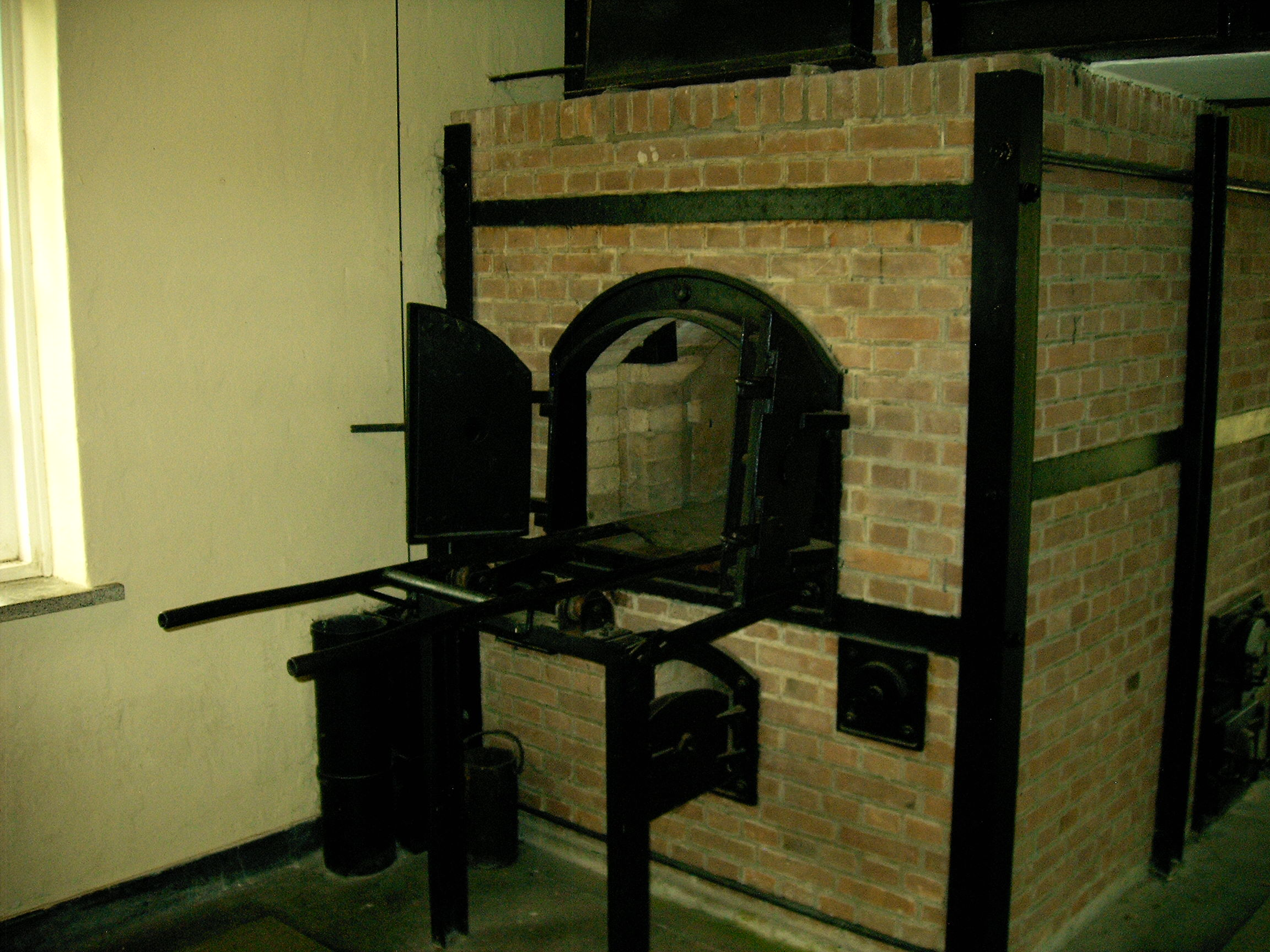
Crematorio
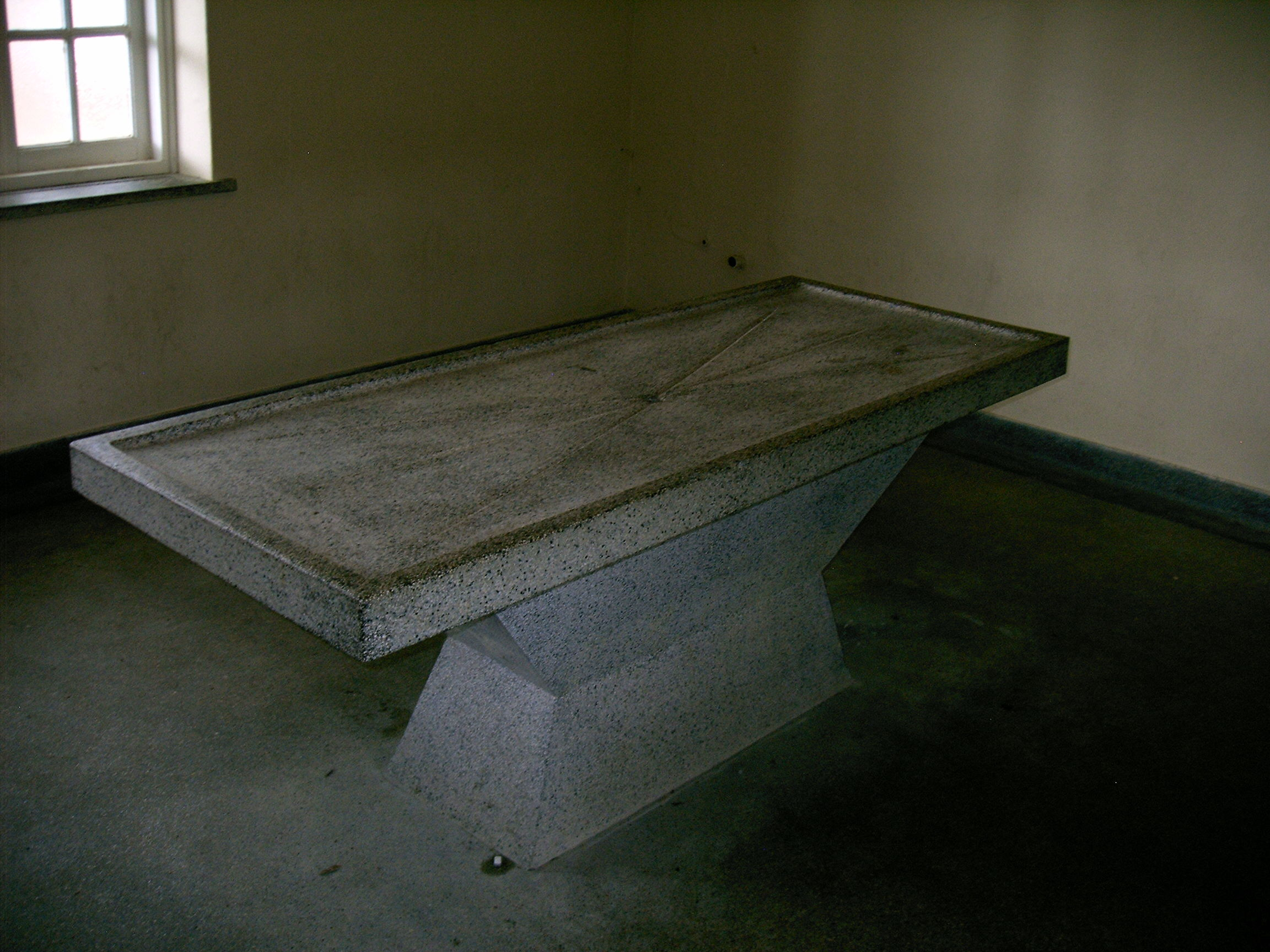
Tavoli operatori
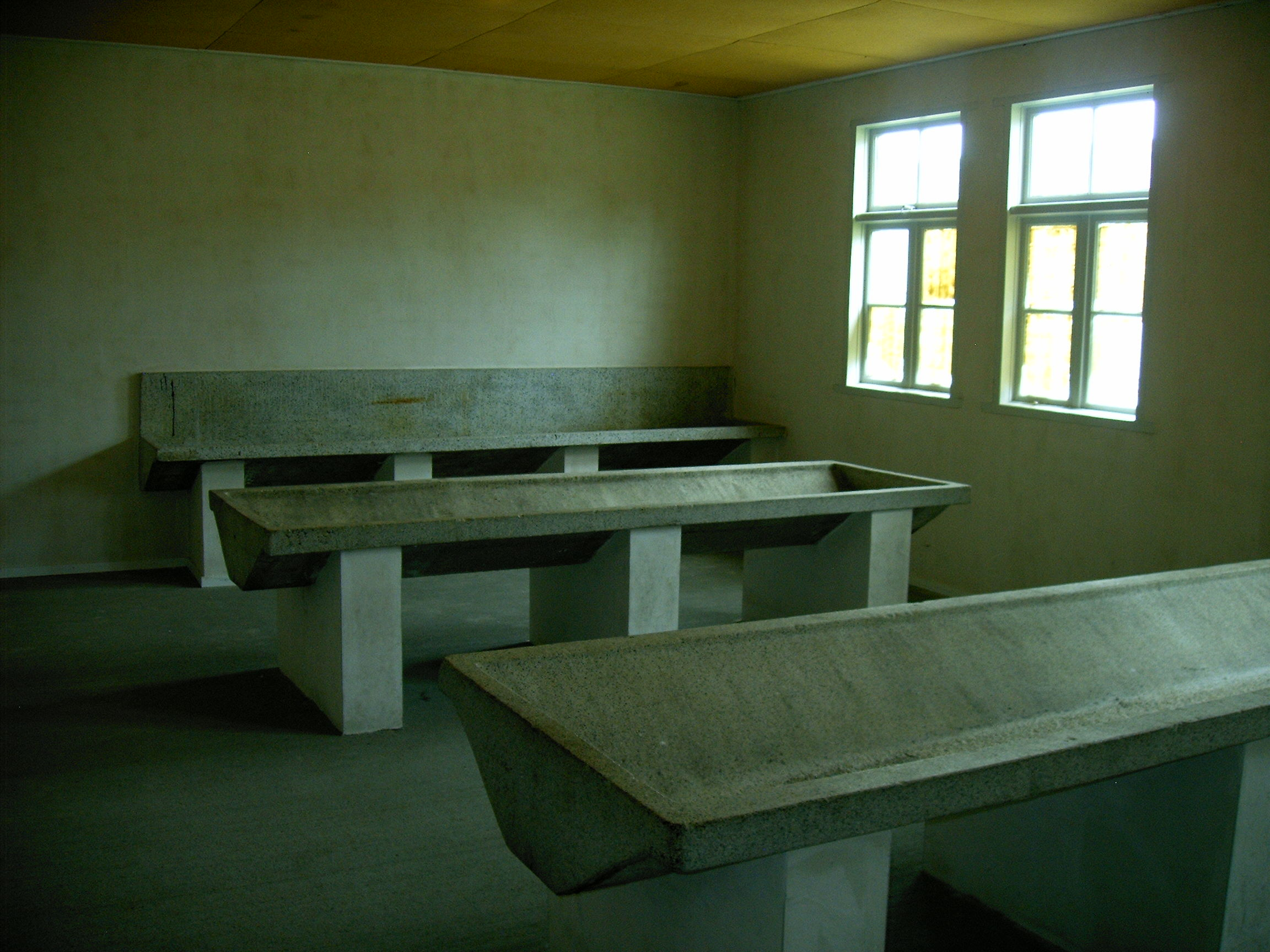
Lavatoi nelle baracche
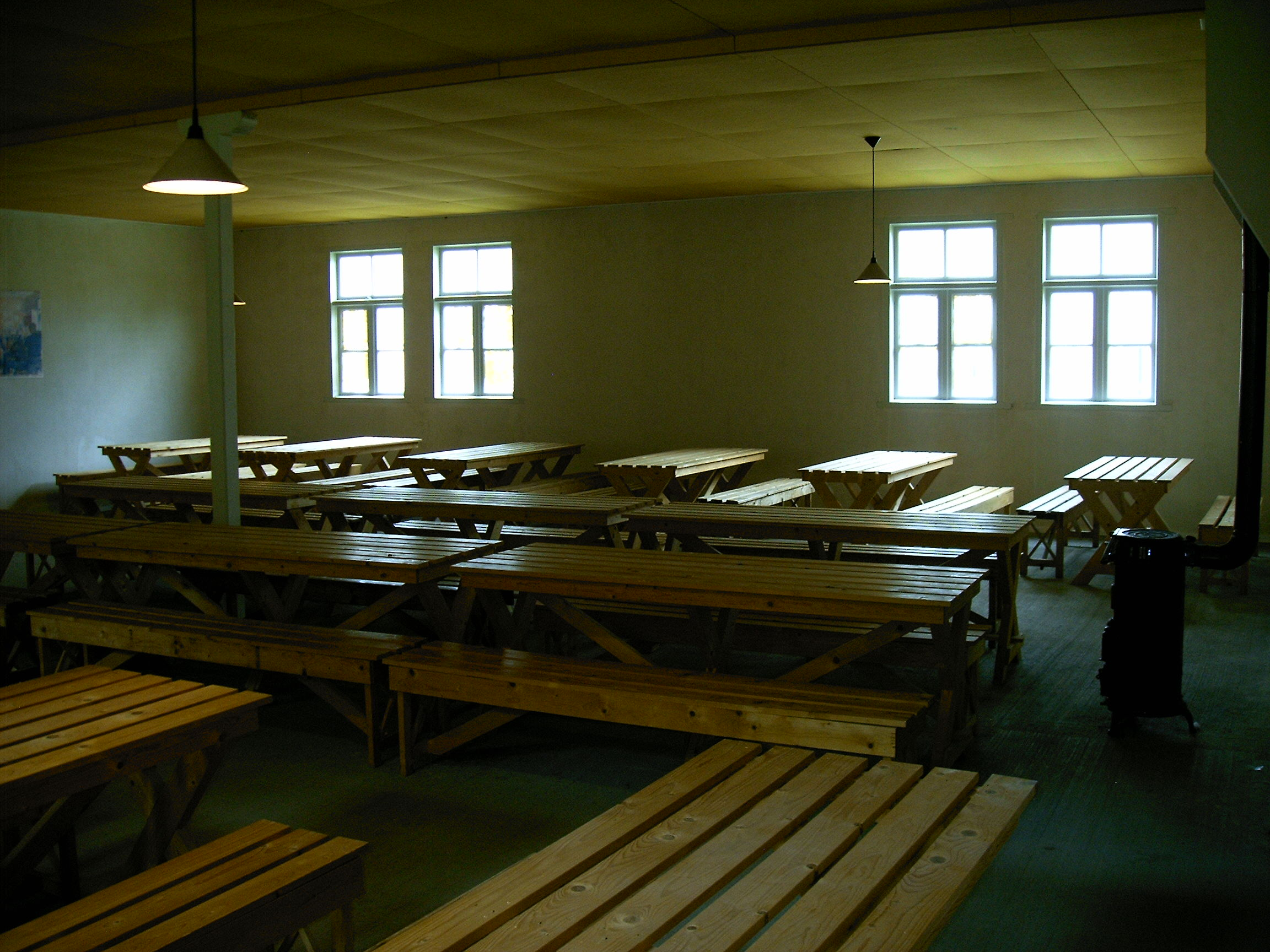
Spazio comune nelle baracche
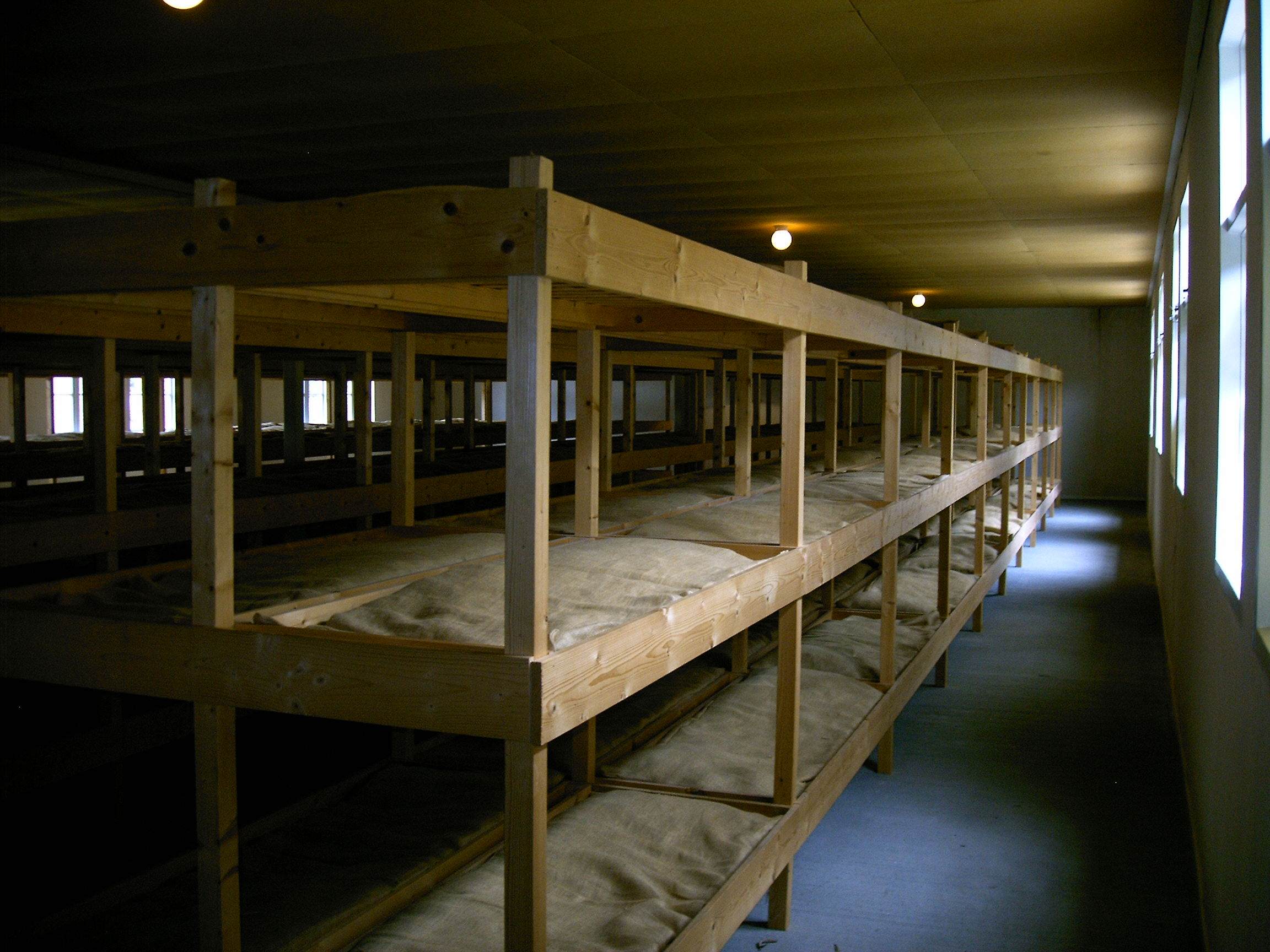
Letti nelle baracche
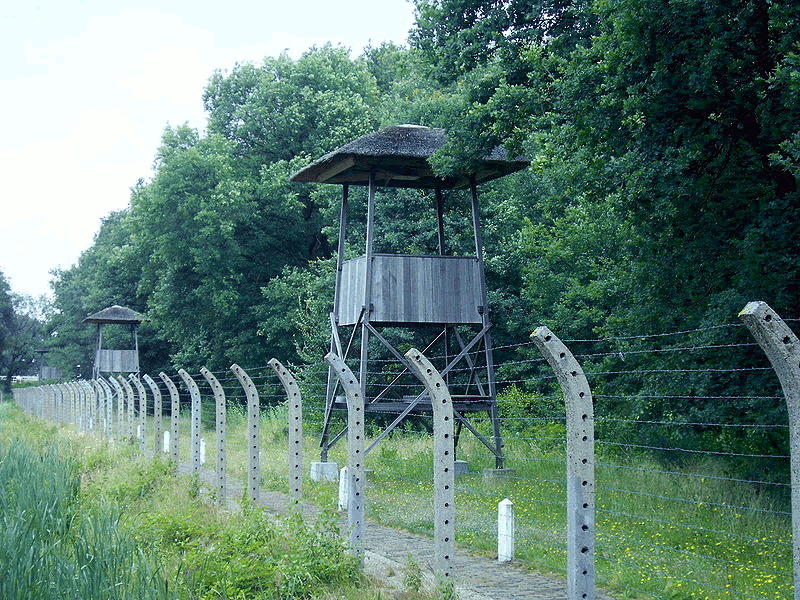
Torre di sorveglianza
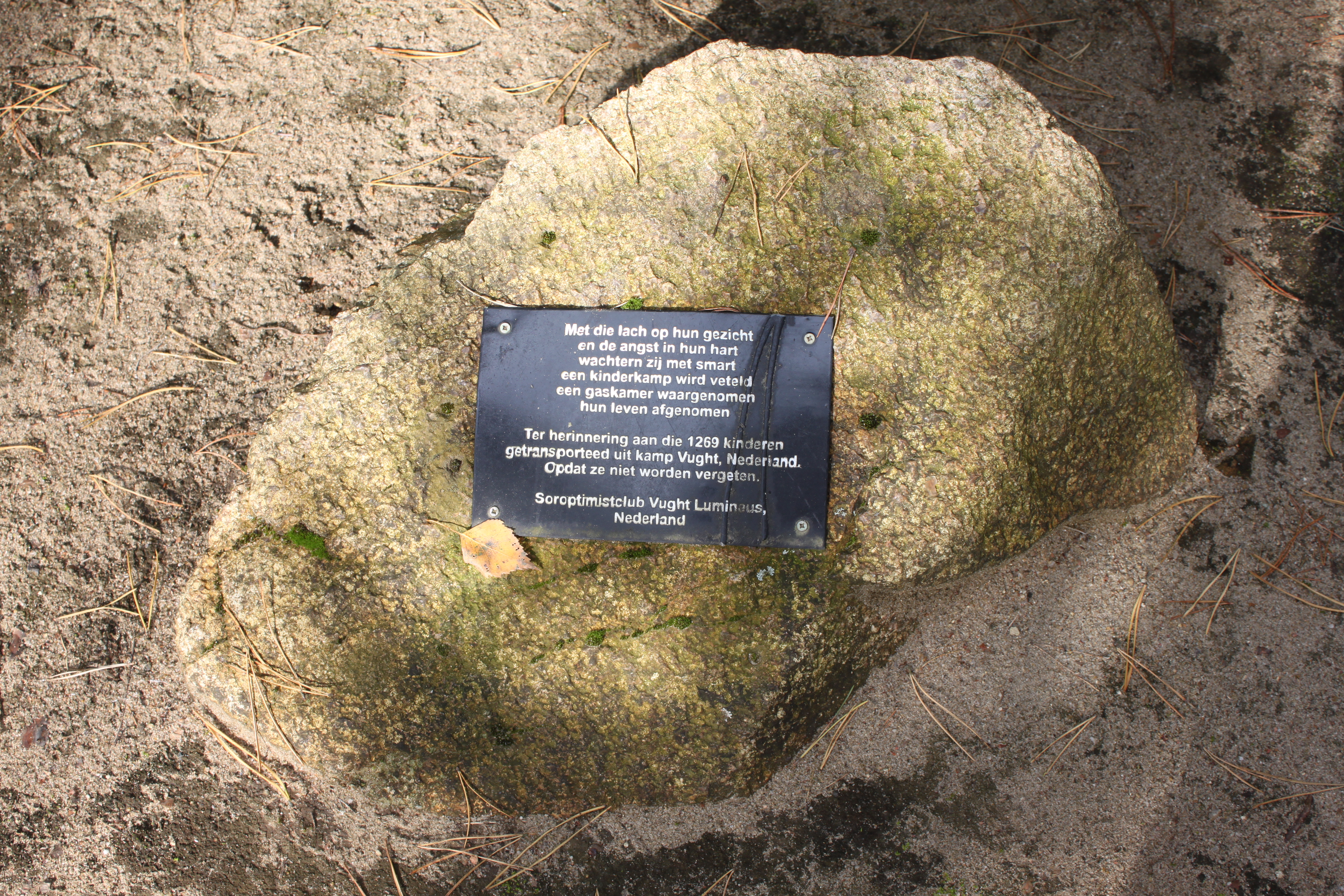
Memoriale dei bambini di Kamp Vught